# Isao Okano
Isao Okano (født 22. januar 1944) er en japansk judoka, olympisk mester og verdensmester. Han vandt guld i vægtklassen -80 kg ved Sommer-OL 1964 i Tokyo da han slog Wolfgang Hofmann fra Tyskland i finalen.
Ved VM i judo 1965 i Rio de Janeiro vandt han også guld i samme vægtklasse, denne gang ved at slå landsmanden Kenichi Yamanaka i finalen.